# Kasahara (Gifu)
Pour les articles homonymes, voir Kasahara.
Kasahara (笠原町, Kasahara-chō) était un bourg, situé dans le district de Toki de la préfecture de Gifu, au Japon.

## Histoire
- 1er juillet 1889 : le village de Kasahara est fondé.
- 10 octobre 1923 : Kasahara obtient le statut de bourg.
- 1er avril 1951 : l'intégralité de Kasahara est réunie à la ville de Tajimi, le bourg de Kasahara est supprimé.
- 1er avril 1952 : le village de Kasahara est fondé pour la seconde fois, toutes les anciennes sections du bourg (mise à part Takiro) s'étant séparées de Tajimi.
- 1er août 1952 : Kasahara obtient de nouveau le statut de bourg.
- 25 janvier 2004 : un référendum est organisé sur la fusion des trois villes de Toki, Tajimi, Mizunami et du bourg de Kasahara en une nouvelle ville qui aurait pris le nom de Tono. Kasahara vote pour la fusion mais les trois villes votent contre.
- 23 janvier 2006 : Kasahara est réunie à Tajimi pour la seconde fois[1].

Localisation de Kasahara dans la préfecture de Gifu.